# Hanna Jadwiga Batorowska
Hanna Jadwiga Batorowska – polska literaturoznawca, dr hab. nauk humanistycznych, profesor nadzwyczajny Instytutu Nauk o Bezpieczeństwie Wydziału Politologii Uniwersytetu Pedagogicznego im. KEN w Krakowie.

## Życiorys
W 1979 ukończyła studia bibliotekoznawstwa i informacji naukowej w Wyższej Szkole Pedagogicznej im. Komisji Edukacji Narodowej w Krakowie, a 8 czerwca 2010 habilitowała się na podstawie oceny dorobku naukowego i pracy zatytułowanej Kultura informacyjna w perspektywie zmian w edukacji.
Pełni funkcję profesora nadzwyczajnego w Instytucie Nauk o Bezpieczeństwie na Wydziale Politologii Uniwersytetu Pedagogicznego im. KEN w Krakowie oraz członka Polskiego Towarzystwa Technologii i Mediów Edukacyjnych.

## Publikacje
- 1992: Jan Nepomucen Bobrowicz polski księgarz i wydawca w Saksonii w czasach Wielkiej Emigracji[1]
- 2005: Krakowski Salon im. Jana Nepomucena Bobrowicza w 200 rocznicę urodzin polskiego księgarza, wydawcy i wirtuoza gry na gitarze[1]
- 2005: Kultura informacyjna szkoły[1]
- 2012: Biblioteka jako placówka oświaty pozaszkolnej w kształtowaniu społeczeństwa informacyjnego. Nienapisany artykuł Profesora Marcina Drzewieckiego[1]
- 2012: Po raz kolejny o kompetencjach informacyjnych i potrzebie ich kształtowania. Rozważania na temat książki Ewy Jadwigi Kurkowskiej pt. Edukacja informacyjna w bibliotekach a rozwój społeczeństwa wiedzy[1]
- 2014: Centrum uczenia się i kreatywnych spotkań w cyfrowej szkole. Model BCI proponowany przez wydawnictwo SUKURS[1]
- 2014: Potrzeba wychowania do informacji przesłaniem krajowej konferencji naukowej nt.: Biblioteka w świecie cyfrowym. Kultura – edukacja – wychowanie informacyjne (Sucha Beskidzka, 2013). Wychowanie informacyjne procesem kształcenia dojrzałych informacyjnie obywateli[1]